# Lillesand
Lillesand är en tätort och stad som utgör centralort i Lillesands kommun i Agder fylke i södra Norge.
Tidigare har orten tillhört dåvarande Aust-Agder fylke.

## Bilder

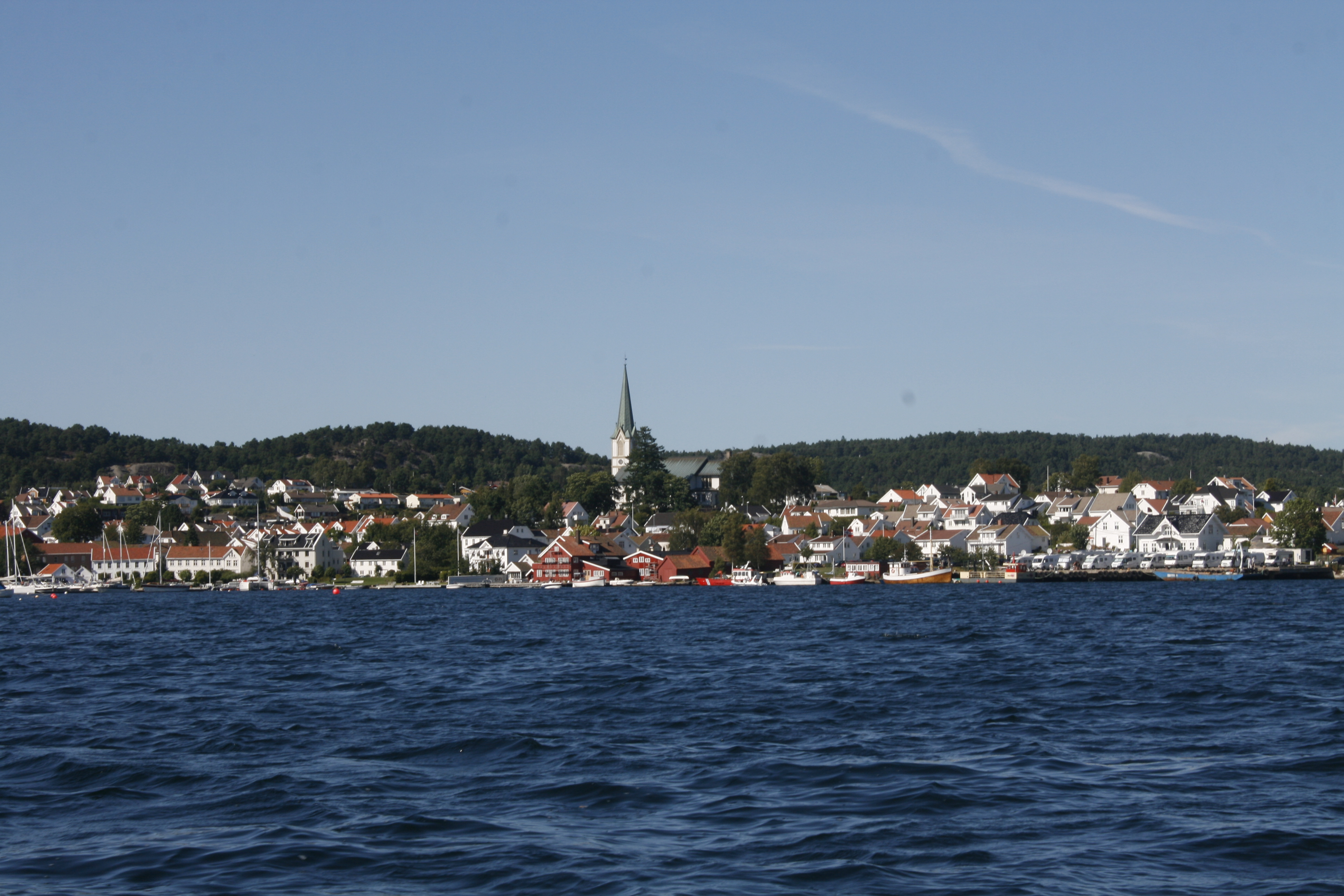
Lillesand sett från havet (2012).
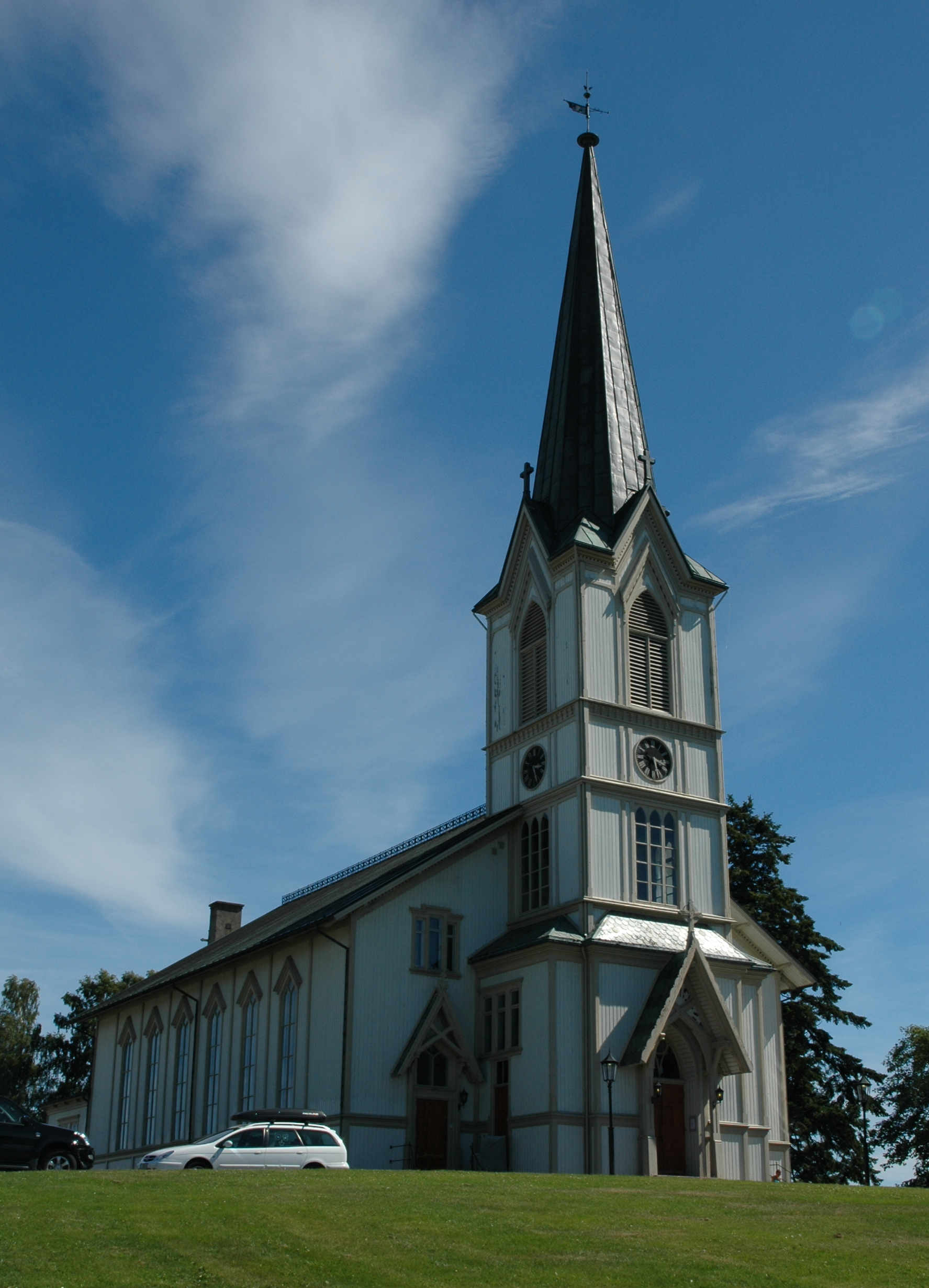
Lillesands kyrka uppfördes 1889 (2006).
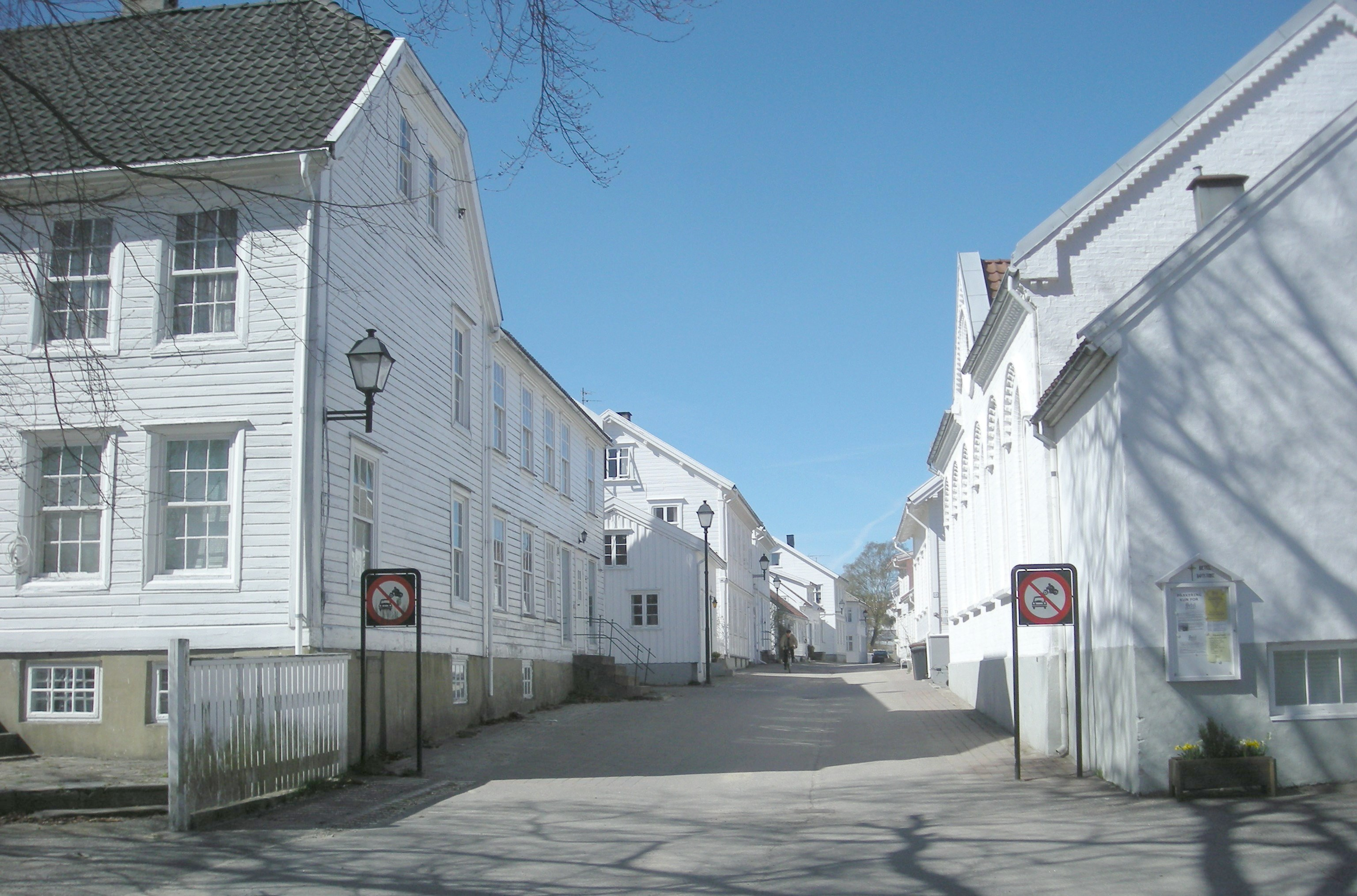
Øvre gate i Lillesand.
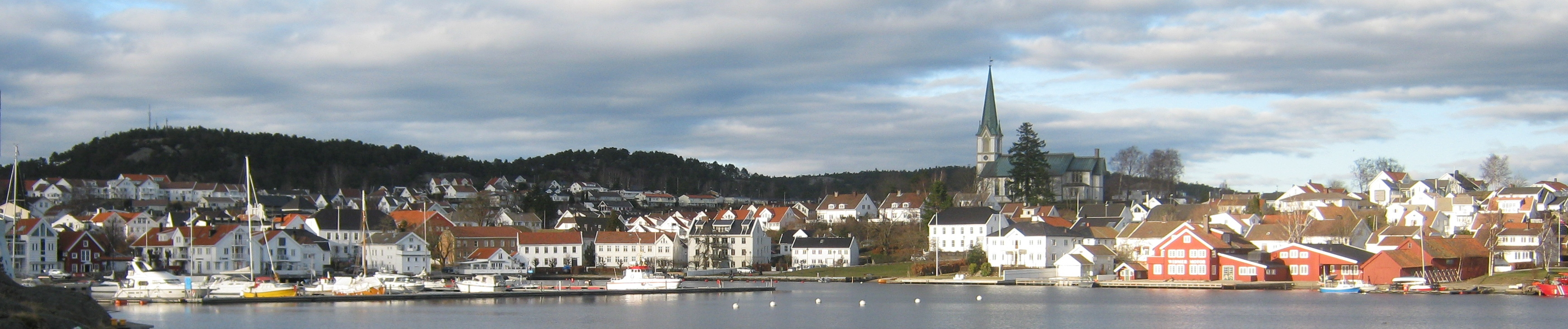